# Gruney
Gruney (no confondre amb Grunay, illa de les Skerries Exteriors) és una petita illa deshabitada, localitzada en l'arxipèlag de les Shetland, Escòcia. Està situada al nord de la península de Northmavine.
Gruney alberga una població important de l'au petrell cuaforcat. No és una reserva natural nacional, però el RSPB té un acord de gestió amb els propietaris. L'illot compta també amb un far.